# Amerie

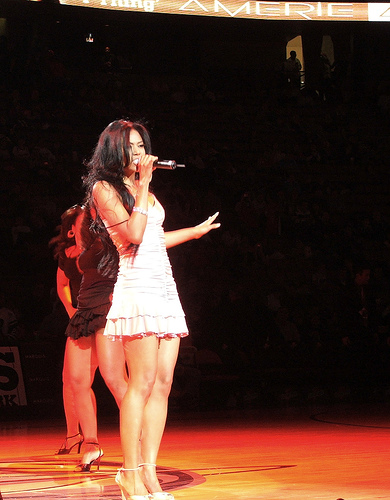
Amerie en concierto.

Amerie Marie Rogers (Fitchburg, Massachusetts, 12 de enero de 1980), conocida profesionalmente como Amerie, es una cantante y compositora estadounidense de R&B.

## Biografía
Rogers nació en Fitchburg, Massachusetts, fruto de la relación de su padre afro-estadounidense con su madre surcoreana. Ha vivido en muchos lugares (Alaska, Texas, Alemania y Corea del Sur) debido a que su padre trabajaba en el ejército estadounidense. Se graduó en el 2000 en Georgetown University con un título en lengua inglesa y Bellas Artes. Vive en Washington D. C. y tiene una hermana pequeña llamada Angela. En ambas, su lengua principal es el coreano.

## Carrera
El 26 de abril de 2005 Amerie puso a la venta su segundo álbum, Touch, de nuevo producido por Rich Harrison, con contribuciones adicionales de Lil' Jon, Bryce Wilson, Red Spyda y Dre & Vidal, superando así, el triunfo del anterior trabajo. El álbum también recibió dos nominaciones en los Grammy de 2006. El mayor hit de Touch fue su primer sencillo "1 Thing".
En agosto de 2005 sacó su segundo sencillo, “Touch” y colaboró junto a Fat Joe en el álbum ‘Life’ de Ricky Martin, con el tema "I Don't Care". Actualmente, Amerie está trabajando con Rich Harrison para sacar su tercer LP. Se rumorea que "Take Control" pueda ser su primer sencillo.

## Discografía
- 2002: All I Have
- 2005: Touch
- 2007: Because I Love It
- 2009: In Love & War